# Alexander Grigoriev
Alexander Grigoriev, nascido a 21 de março de 1992 em Moscovo, é um ciclista profissional russo que actualmente corre para a equipa Sporting-Tavira. Destacou como amador nas carreiras espanholas ganhando uma etapa e o geral final da |||Volta a Ávila, uma etapa da Volta a Galiza e o Troféu Guerrita em 2017.

## Palmarés
- Ainda não tem conseguido nenhuma vitória como profissional